# Rašov
Rašov (en allemand : Raschau) est une commune du district de Brno-Campagne, dans la région de Moravie-du-Sud, en République tchèque. Sa population s'élevait à 241 habitants en 2020.

## Géographie
Rašov se trouve à 8 km au nord-nord-est de Tišnov, à 27 km au nord-nord-ouest de Brno et à 163 km à l'est-sud-est de Prague.
La commune est limitée par Strhaře, Kozárov et Kunčina Ves au nord, par Brťov-Jeneč, Zhoř et Bukovice à l'est, par Rohozec et Šerkovice au sud, et par Lomnice à l'ouest.

## Histoire
La première mention écrite de la localité date de 1390.